# Vincent Van Duysen
Vincent Van Duysen (Lokeren, 1962) is een Belgisch architect en ontwerper. Zijn ontwerpen worden omschreven als tijdloos essentialisme.

## Biografie
Van Duysen behaalde in 1986 zijn diploma in de architectuur op de Sint-Lucasschool in Gent. Daarna ging aan de slag bij de Milaanse architect-ontwerper Aldo Cibic. In 1987 keerde Van Duysen terug naar België om te werken voor de Brusselse interieurarchitect Jean-Jacques Hervy en vervolgens twee jaar bij Jean De Meulder in Antwerpen.
Sinds 1990 heeft hij een eigen kantoor. Daarnaast is hij sinds 2016 creatief directeur bij Molteni&C. In 2018 tekende hij voor de Spaanse fabrikant Viccarbe het nieuwe gaderobe meubilair met de naam Window.  Hij mocht begin 2020 het interieur van de woning van Kim Kardashian en Kanye West onder handen nemen.
In 2021 heeft Van Duysen voor Kettal de outdoor-collectie Giro ontworpen. 
In 2022 ontwierp hij een interieurlijn voor Zara Home.

## Ouevre
- Kantoorgebouw Concordia te Waregem[7];
- Copyright bookshop te Antwerpenq
- Pulcinella-jeugdherberg te Antwerpen;
- La Rinascente-warenhuis te Rome;
- Boetiek van Alexander Wang te Londen (2015)[8];
- Kantoorgebouwen van Tonickx te Kortrijk (2012).

## Prijzen en medailles
- Designer of the Year (Interieur)[bron?]